# Broadway (Somerset)
Broadway is een civil parish in het bestuurlijke gebied South Somerset, in het Engelse graafschap Somerset met 740 inwoners.